# Baltazar R. Leyva Mancilla
Baltazar Reyes Leyva Mancilla (Chilpancingo, Guerrero; 6 de enero de 1896-Chilpancingo, 21 de septiembre de 1991) fue un militar y político mexicano que fungió como gobernador constitucional del Estado de Guerrero de 1945 a 1951.

## Biografía
En 1913, siendo cadete del Heroico Colegio Militar, participa en un grupo de éstos escoltando a Francisco I. Madero en la denominada Marcha de la Lealtad, recorrido que se llevó a cabo desde el Castillo de Chapultepec hasta Palacio Nacional en la Ciudad de México el 9 de febrero, justo en el inicio de la denominada Decena trágica. 
El 1 de abril de 1945, toma posesión como gobernador constitucional de Guerrero designando como secretario general de Gobierno a Leopoldo Ortega Lozano. En su gobierno se finalizó la obra de la Hidroeléctrica de Colotlipa, en el municipio de Quechultenango.
Establece en los municipios del estado, la denominada "Junta Federal de Mejoras Materiales". Por otra parte, por decreto N° 39 del 2 de septiembre de 1947 crea el municipio de Metlatónoc segregándose del municipio de Alcozauca y renombra el de Tlacotepec a General Heliodoro Castillo. 
Finalizó e inauguró importantes obras en el puerto de Acapulco que marcaron el inicio de su modernización y desarrollo en infraestructura y turismo. Destaca la construcción en 1949, junto con el presidente Miguel Alemán Valdés, de la Avenida Costera, principal arteria de dicho puerto.
En 20 de diciembre de 1950, por decreto, declara en el entonces Colegio del Estado que su educación sería de carácter universitaria y que se necesitaría en el estado de Guerrero, un ejército de profesionales que pudieran integrarse a las diferentes ramas de la economía y del aparato gubernamental, y promover su crecimiento. Ese mismo año continua obras de remodelación en dicha institución e inaugura la Escuela de Derecho en el estado. En 1952, un año después de finalizar su gobierno, ocupa el cargo de oficial mayor de la Secretaria de la Defensa Nacional. 
Fue ascendido como general de División el 16 de septiembre de 1957 y designado comandante de la VIII Zona militar con cuartel general en Tampico, Tamaulipas. Ya como general de División, es designado el 16 de septiembre de 1958, comandante del desfile militar de la Ciudad de México, honor que fue otorgado en segunda ocasión en la misma conmemoración en 1963, por acuerdo de presidente de la república Adolfo López Mateos. Para 1964, funge como senador por el Estado de Guerrero. Retirado de la carrera militar en 1972 y a la edad de 76 años, recibe la condecoración de Medalla de la Lealtad Presidente Francisco I. Madero el 20 de mayo de 1975, así como la Cruz de Guerra de primera clase.
Murió el 21 de septiembre de 1991 en su ciudad natal Chilpancingo. Sus restos descansan en la Rotonda de los Guerrerenses Ilustres de dicha ciudad. 